# محمود أبو وطفة
محمود أبو وطفة هو وكيل وزارة الداخلية في قطاع غزة وأحد كبار المسؤولين الأمنيين في حركة حماس. أشرف على إدارة الأجهزة الأمنية وحفظ النظام في القطاع، خاصة خلال فترات التصعيد العسكري.

## استشهاده
في يوم 18 مارس 2025، استشهد محمود أبو وطفة جراء غارة جوية إسرائيلية استهدفت منزله في غزة، ما أدى إلى استشهاده مع عدد من أفراد عائلته. جاءت هذه العملية ضمن سلسلة من الغارات المكثفة التي شنتها إسرائيل على القطاع، وأسفرت عن استشهاد أكثر من 150 شخصًا وإصابة المئات، معظمهم من الأطفال والنساء.

## ردود الفعل
استنكرت حركة حماس عملية الاغتيال، محملةً إسرائيل المسؤولية الكاملة عن تداعيات هذا التصعيد. كما دعت المجتمع الدولي إلى التدخل لوقف العدوان وحماية المدنيين في القطاع.